# さおだけ屋はなぜ潰れないのか?
『さおだけ屋はなぜ潰れないのか?』（さおだけやはなぜつぶれないのか?）は、山田真哉による、会計学・経済学を扱った新書（ISBN 978-4334032913）。2005年2月20日に光文社新書から発行された。

## 概要
「移動販売の『さおだけ屋』から購入するメリットがなく、そもそも竿竹自体に需要が少ないのに、なぜ『さおだけ屋』は商売が成り立つのか」など、日常の些細な疑問から会計学を説き、2007年4月までに151万部を売り上げるミリオンセラーとなった。第40回新風賞受賞。

## 関連書籍
- 『女子大生会計士の事件簿』 - 本書刊行前に発行された、山田真哉の著書。これ以外の山田真哉の著書については、山田真哉の項参照。

本書からヒントを得た、下記のような書籍も発行されている。
- 『潰れないのはさおだけ屋だけじゃなかった』リテール経済研究会三銃士著 2005年、宝島社。ISBN 978-4796650748
- 『さおだけ屋はなぜ潰れたのか?』池田浩明著 2006年、竹書房。ISBN 978-4812429525